# Jacaratia spinosa

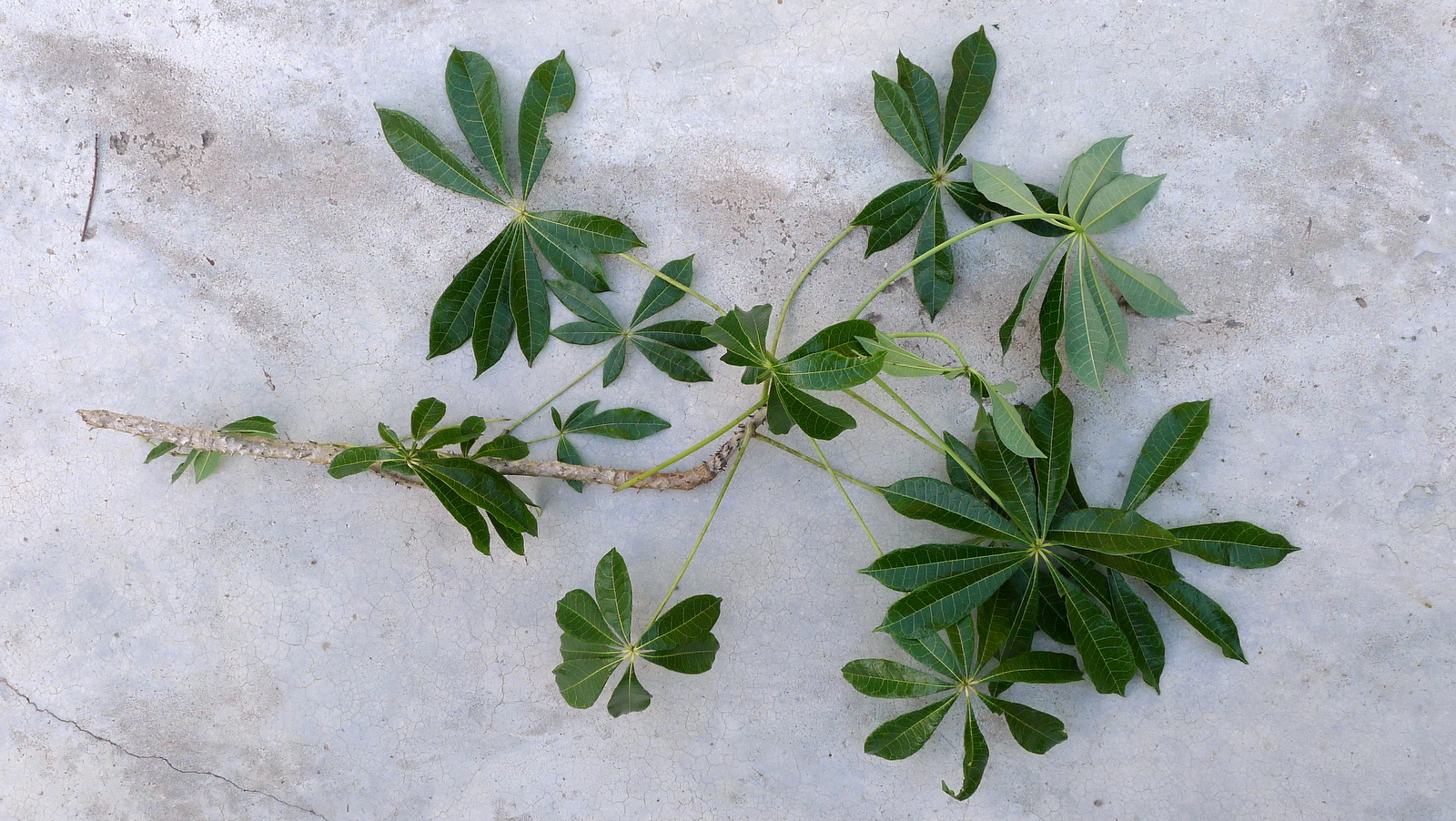
Laubblätter

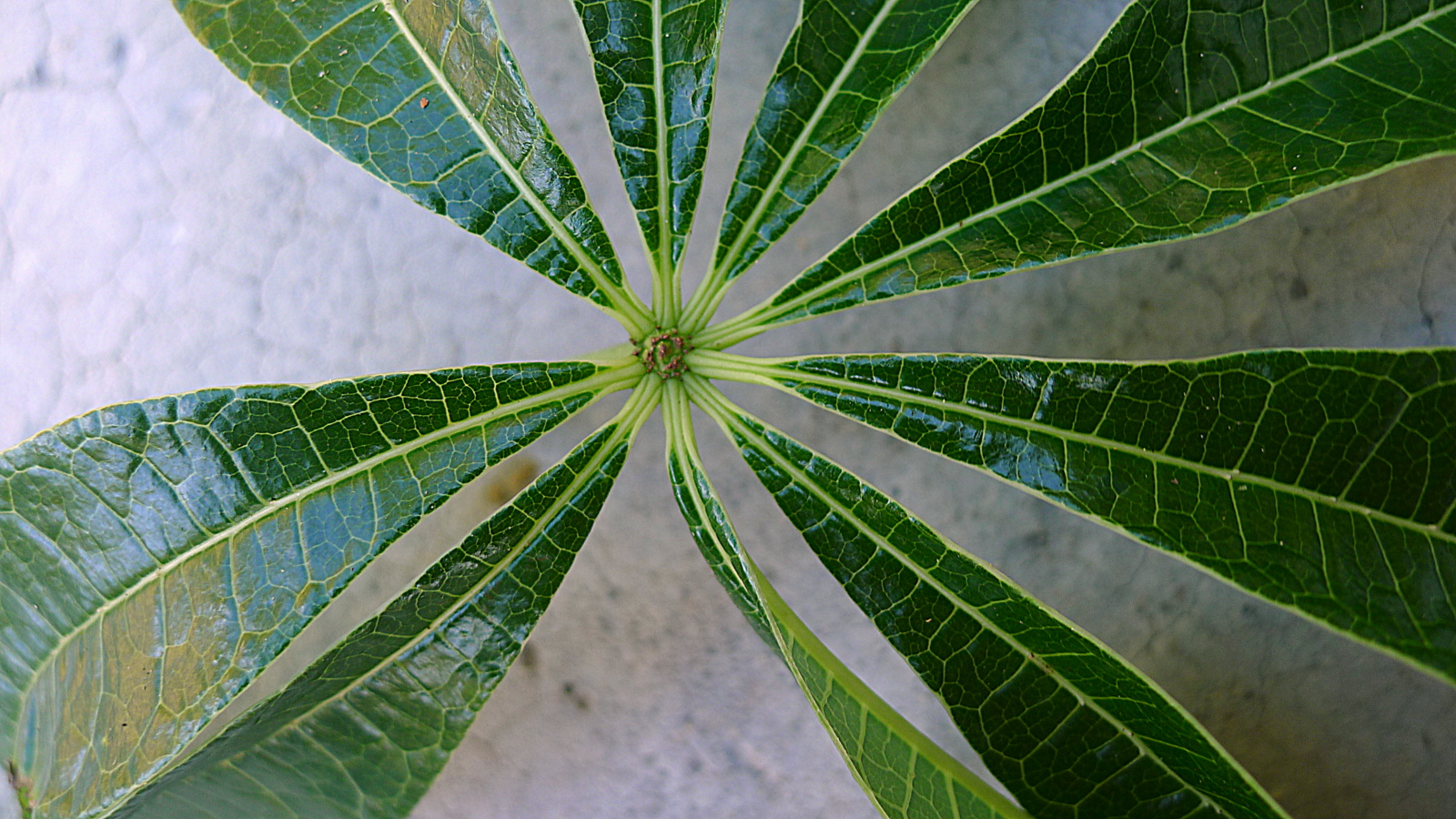
„Pseudogestielte“ Blättchen und die minimalen, braunen Zähnchen der Nebenblättchen

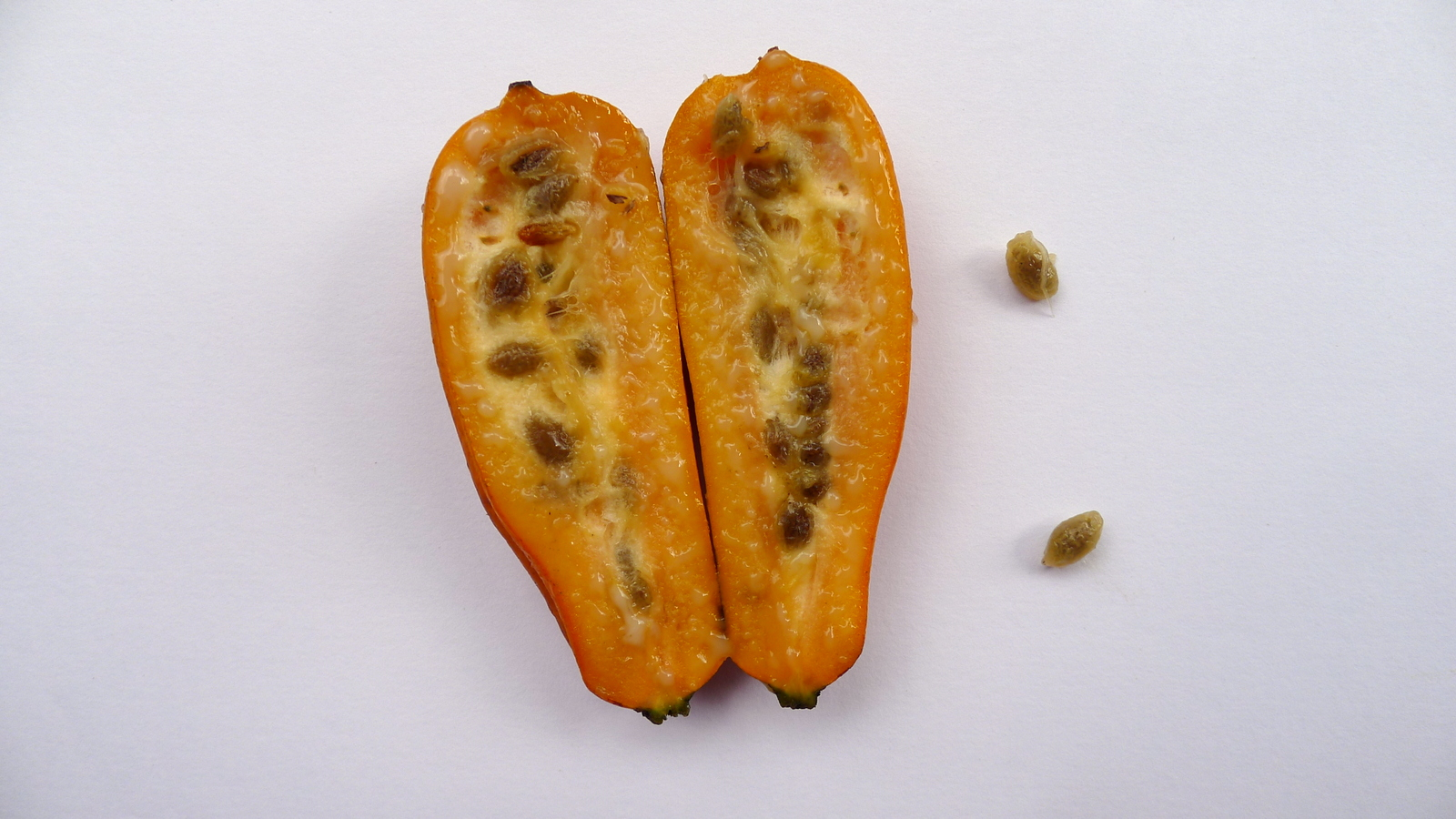
Halbierte Frucht mit milchsafthaltigem Fruchtfleisch und rechts Samen mit Sarkotesta

Jacaratia spinosa oder Jaracatiá ist ein Baum in der Familie der Melonenbaumgewächse aus dem mittleren bis nördlichen Südamerika bis nach Argentinien und nach Zentralamerika.
Der Name Jaracatiá stammt wahrscheinlich aus dem Tupí-Guaraní. Andere Namen in Brasilien sind „Mamão-nativo-de-árvore“ (Native Baum-Papaya), „Mamão-de-espinho“ (Stachlige Papaya), „Mamão-bravo“ (Wilde Papaya) oder „Mamão-de-veado“ (Hirsch-Papaya).

## Beschreibung
Jacaratia spinosa wächst als halbimmergrüner, raschwüchsiger Baum 20–40 Meter hoch. Der Stammdurchmesser erreicht bis 80–100 Zentimeter. Der Stamm, die Äste und Zweige sind an jüngeren Pflanzen bedornt. Die bräunliche bis gräuliche, etwas raue Borke ist manchmal leicht rissig. Der Baum führt einen Milchsaft.
Die gestielten, wechselständigen Laubblätter sind handförmig zusammengesetzt mit 5–12 Blättchen. Der kahle Blattstiel ist 10–25 Zentimeter lang. Die ganzrandigen und spitzen bis zugespitzten, kahlen Blättchen sind verkehrt-eiförmig bis -eilanzettlich, teils spatelförmig bis lanzettlich. Sie sind 6–18 Zentimeter lang, mit einer keilförmigen Basis, sowie unterseits fahlgrün und oberseits dunkelgrün und glänzend. Die Blättchenspreite verläuft keilförmig in einen kurzen „Pseudostiel“ oder ist kurz gestielt bis fast sitzend. Die hellere Nervatur ist gefiedert und unterseits erhaben sowie am Blattrand umlaufend. Es sind ober- und unterseits minimale Nebenblättchen (Stipeln) ausgebildet.
Jacaratia spinosa ist zweihäusig diözisch. Die gestielten, meist eingeschlechtlichen Blüten sind fünfzählig mit doppelter Blütenhülle. Die männlichen, vielblütigen, achselständigen und rispigen, kahlen Blütenstände sind langstielig. Die kleinen, gestielten und stieltellerförmigen, grünlichen männlichen Blüten mit kleinem Kelch, enthalten 8–10 Staubblätter mit haarigen Staubfäden am Schlund, in zwei, ungleich langen Kreisen die röhrig verwachsen sind und es ist ein leicht rippiger, kleinerer Pistillode vorhanden. Die innen behaarte, außen kahle Kronröhre ist 10–14 Millimeter lang und die länglichen Lappen 7–10 Millimeter, die aufrechten Antheren sind vorstehend.
Die langstieligen, viel größeren, weiblichen Blüten erscheinen achselständig meist einzeln oder bis zu viert an gestielten Blütenständen. Die länglichen, grünlichen Petalen sind 2–3,3 Zentimeter lang und basal kurz verwachsen. Der Kelch ist klein. Der rippige, kantige, mehrkammerige und große, eiförmige Fruchtknoten ist oberständig mit 5 länglichen, fleischigen, fast sitzenden und ineinander verdrehten Narben, die sich später leicht spreizen.
Die männlichen Blüten produzieren Nektar am/im unteren Pistillode, die weiblichen keinen.
Es werden eiförmige bis ellipsoide, gelbe bis orange und vielsamige, mehr oder weniger längs gefurchte Früchte, Beeren (Panzerbeere) gebildet. Sie sind bis 8–12 Zentimeter lang und bis 3–4,5 Zentimeter im Durchmesser. Die leicht ledrige Schale ist kahl und leicht texturiert. Die beigen Samen, mit einer schleimigen, gelatinösen und weißlichen Sarkotesta, sind skulptiert und 5–7 Millimeter lang. Das orange, süß-würzige Fruchtfleisch ist milchsafthaltig.

## Verwendung
Die Früchte werden roh und gekocht verwendet. Werden sie roh verwendet, müssen sie erst punktiert oder eingeschnitten werden, um den Milchsaft abfließen zu lassen. Der Milchsaft ist stark proteolytisch, also eiweißspaltend und wirkt abführend.
In Argentinien, genauer gesagt in der Provinz Misiones, wurde ein von dem Forstingenieur Roberto Pascutti patentiertes Verfahren zur Herstellung von Pralinen und anderen Süßwaren wie Alfajores und Konfitüren als Lebensmittel verwendet. Um es genießbar zu machen, wird das Holz in spezielle Teile gespalten und in weniger als 24 Stunden verarbeitet, um geschmacksbeeinträchtigende Substanzen zu entfernen und das Gefühl der Steifheit zu verringern. Auf diese Weise wird eine weiche Konsistenz erreicht, die einen Teil der Eigenschaften des Holzes bewahrt und Teil des neuen gastronomischen Trends der unkonventionellen Lebensmittel ist. 
Das Holz ist sehr weich und leicht, das ihn für die Bauindustrie nicht verwendbar macht.